# ريتشارد باكستون
ريتشارد باكستون (بالإنجليزية: Richard Paxton)‏ هو مهندس معماري بريطاني، ولد في 21 مايو 1956، وتوفي في 20 مارس 2006.